# 4992 Кальман
4992 Кальман (4992 Kálmán) — астероїд головного поясу, відкритий 25 жовтня 1982 року.
Тіссеранів параметр щодо Юпітера — 3,373.